# 케로로
케로로(ケロロ, Keroro)는, 요시자키 미네 원작의 애니메이션 '케로로 군조'에 등장하는 인물로 계급은 중사(군조, Sergeant)이다. 케로로의 담당 성우는 일본에서는 와타나베 쿠미코, 북미에서는 토드 해버콘, 한국에서는 성우 양정화가 맡았다. (일본어로 케로는 개구리가 우는 소리이다.)

## 인물
케론군 소속으로 계급은 군조(한국 수입명 : 중사)로, 케로로 소대 의 대장이다. 자기소개를 할 때에는 '두꺼비 성운 제58번 행성 우주 침공군 특수선발공작 부대 대장 케로로 중사'라고 소개한다.
생일은 지구 주기로 12월 9일. 체지방률은 30% (일본판 기준 154화 참고), 나이는 지구 나이로 10500살.파트너는 히나타 후유키(우주)이다.
케로로의 이름 유래는 개구리 울음소리인 '개굴개굴'의 일본어인 ‘게로게로’에서 온 것이다
푸루루 간호장교의 건강검진 결과 발표를 보면 심각한 건담 프라모델 증후군에 걸려 있다고 한다.(건담 프라모델(일명 건프라)) 증후군이라는 진단은 오진이 아니며 실제로 자신이 애지중지하는 건담 모빌이 부서지거나 아주 조금이라도 흠집이 나면 아주 분노하며 폭발해버리기 일쑤고, 부서진 건담이 한정판매 초 레어템일 경우에 아주 강력한 "그 시절의 케로로"로 변모하기도 하며 기로로가 건 탱크 모델을 부수자 건 탱크 공격 슈트를 자신이 장착하고 기로로를 포함한, 아무 상관 없는 도로로에게까지 무차별 레이저 난사를 서슴지 않았다. 이 정도면 건담에 미친 건담폐인 개구리라고 봐도 무방한 상태이다.원래는 소대원이 5명이나 모아를 편입시켜서 6명이 되었다. 또 최근 들어 푸루루가 케로로소대의 건강이 심각한 수준이라 하여 케로로 소대내에 머물고 있는데 아직까지 가루루 소대에 복귀하지 않아 7인조로 늘어났다 게다가 22권부터 신 케로로가 와서 8명이 되었다. 이 정도쯤 되면 아예 케로로 소대로 이전한듯한데, 상관 가루루에겐 여전히 깍듯하게 대한다.(5,6기쯤엔 평소엔 안보이다가 갑자기 나와서 한 소대처럼 행동하는일도 빈번하다.)

### 모습
몸 색은 초록색, 노란색 모자에는 붉은색 ☆마크가 붙어있다. 이 모자는 흔히 몸과 하나라고 잘못 아는 사람이 많다.(나라와 케로로가 몸이 바뀐적이 있는데, 이때 나라가 케로로의 몸을 하고 목욕을 하러 갔다가 모자를 벗어보고 비명을 지른적이 있는데, 이땐 모자를 벗은 모습은 나오지않고, 케로로 더 무비5 의 전투씬에서 모자가 벗겨진 모습이 나온다.)
배에는 노란색 별 마크가 있어 이것을 '☆'(케론스타)라고 한다. 케론군에 의해 케론스타 대장의 증거를 별 마크로 한 것이며(슈라라가 대장의 증표라며 케로로의 케론스타로 위장한 스티커)를 뜯어간적이 있다.원작에서는 이를 레플리카라고 부르는데 애니메이션 3기 ED '케로로, 그림그리기노래' 에서는 ‘머리의 별은 대장의 증표, 무서운 것은 없습니다.’라는 가사가 있었지만, 실제는 원작과 같이 배의 별은 케론스타이다.
덧붙여서, 초기의 케로로의 모습과 현재의 모습과는 다르다. 케로로의 머리를 감싸는 모자의 형태를 보게되면 차이가 무엇인지 알 정도로 변했다. 또한 눈과 목 등도 미묘하게 작아졌음을 알 수 있다. 이 모자는 제2차 세계대전에서 일본군이 사용한 군모로, 일본군의 침략을 케론군의 지구침략으로 표현했다고 오해할 수 있으나 작가는 일본군의 침략과는 무관하다고 밝혔다.

### 임관
원래 케로로는 병사 또는 부사관으로 입대한 것이 아니라 정식으로 대위로 임관한 장교자원이었다. 즉 케로로의 중사 계급은 진급에 의한 것이 아닌 강등에 의한 것이다. 그렇기 때문에 케로로는 중사 계급을 달고 있음에도 불구하고 중사계급으로서는 상급자에 해당되는 쿠루루 상사를 부하로 데리고 다닐 수 있는 것이다. 실제 쿠루루 역시 케로로를 소위로 인식하는 경향이 있다.
쿠루루는 전례없는 고속진급으로 소령이 되었으나 케론군 네트워크에 장난,이때 장난으로 만든 해킹툴을 가루루소대의 토로로가 개조해 케로로소대의 네트워크를 털었다(?)를 쳐서 상사로 강등되었다.

### 성격
성격은 우유부단한 게 문제이며, 중간 점검 보고서도 기한이 다 되기 전에 서둘러서 내는 것이 대부분이다. 그래서 대장으로서의 소질은 없다고 하지만, 케론군에서는 대장 소질이 있는 사람이라고 인정하고 있다. 케론별의 습도는 지구보다 훨씬 높은데, 케로로가 그것을 적응하지 못해 멍청해졌다고 작중엔 나오는데, '그 시절의 중사'에서 '그 시절'은 습도가 높은 케론별에서의 케로로를 말하는 것 같다. 즉, 케론별에선 리더쉽있고, 열정넘치며 한별이조차도 막지 못한 '그 시절의 케로로'였을 가능성이 크다는 것이다. 케로로 역시 자신을 우수한 지휘관으로 생각하고 있다. 또한 음험함과 꾀를 잘 부리는 점도 가지고 있다.유년기 시절부터 '적당히···' 성격 이었으며, 주의를 주면 오히려 하는 (일명 청개구리) 성격을 가지고 있다.
그래도 전골의 채소를 기로로와 쿠루루에게 나눠주고 식사 제의를 하는 등 상냥한 면도 있다.

### 히나타 家(우주네 집)의 식객
히나타 家에 잠복 하고 있던 것을 나츠미(한별이)와 후유키(우주)에게 우연히 발견되어 보기 좋게 포획된다. 믿고 의지할 무기 ‘케론볼’마저 빼앗기고 본부에서도 버림받아(케론별 군법에 따르면, 대장은 항상 케로볼을 소지하고있어야 대장으로서의 취급을 받을 수 있다고 한다.), 어쩔 수 없이 식객으로 히나타가에서 지내게 된다.(케로로 본인은 자신이 포로로 잡혔다고 생각함) 현재는 히나타 가의 가사 일과 취미를 즐기면서 지구 생활에 상당히 적응돼 있다.

### 취미
취미는 만화와 TV애니메이션, 특히 ‘게로로 함장’을 보고, 인터넷 서핑과 (중사의 방’이라는 개인 홈페이지를 운영하고 있음) 건담 프라모델을 특히 열심히 만드는 건담 오타쿠이다. 모형 전문 잡지를 구독하고, 건담에 다른 사람이 함부로 손을 대거나, 부수면 그 상태로 트라우마에 빠지거나 크게 화를 낼 정도로 좋아하지만, 지구 침략예산을 전부 건담 프라모델 구매로 다 써버린다. 하지만 너무 많은 건담 프라모델로 인해 창고행이 일수다. 이 건담 프라모델에 대한 집념은 이미 '중독'라고 부를 정도의 레벨이며, 이 프라모델이 망가지기라도 하면 패닉 상태에 빠진다. 또한 케로로는 나름 개그의 끼가 있어, 바나나 껍질을 보면 무조건 넘어져야 한다는 개그혼을 가지고 있다.(슈라라 소대의 침략때 케론스타를 뺏으려는 슈라라와 함께 빨래를 뒤질때 이 습관이 빛을 발했다.) 그 외에도 인터넷 온라인 쇼핑과 경매를 즐겨 한다. 별 모양의 황금색의 과일인 스타 후르츠를 광적으로 좋아하며, 이걸 먹으면 빈사상태에서도 살아날 정도로 좋아한다.

### 능력
늘 지구생활의 집안일에 적응돼서 그런지, 온갖 가사 능력 수준이 명인의 경지에 이를 정도이다. 게다가 잔머리나 제법 쓰는 수준까지도 만만치 않다. 애니메이션에서 보면 케로로는 우승 경력이 아주 많이 나오는데, 그런 걸로 챔피언과 우승, 트로피와 상품 등 침략예산으로 쓰고도 남을 만큼의 엄청난 우승 상품이 있다. 그런데 그런 돈을 침략에 쓰질 않고 오로지 프라모델 만들기만 신경을 쓰기 때문에 기로로 하사에게 잔소리를 많이 듣는다. 설령 침략에 쓰려고 해도 처음엔 잘 되더라도(이럴땐 항상 케로로의 뇌가 고속회전하는 장면이 나온다.) 마지막엔 꼭 실패작으로 나오기 때문에 소대원들에게 '대장 자격 박탈' 이란 소릴 들을 정도로 아주 똑똑하면서도 멍청한 생각을 갖고 있다. 그리고 누군가가 프라모델을 부숴버리거나, 습도 99.9%가 되면 '그 시절의 케로로'로 변해버리며 파워가 아주 막강해져서('케로로팡팡'에서는 필살기로 쓰이는 '킹킹케론파'를 난사한다.) 제 아무리 강한 무기를 가져와도 제어 할 방법이 없다. 이때의 힘은 소대원들은 물론 히나타 나츠미도 감당하지 못할 정도로 강하다. 그러나 그때마다 천적인 요로로가 나타나 습도를 뺏기기 십상이다. 그리고 어울리지 않게, 보통 케론인들보다 추위에 굉장히 약하다.

### 대화체의 특징
본인을 지칭할 때 ‘나’가 아닌 ‘이 몸은’이라는 표현을 하고, 말 끝에 ‘~입니다(~であります)’를 붙여 쓴다. 그리고 무언가가 잘 되기를 기원하거나 음흉한(??)생각을 품을 때는 “게로게로게로···” “게로게로리”로 공명을 한다. 또한 외래어 및 영어 발음을 할 때에 특이한 규칙이 있다. 한 단어의 첫음절을 길게 늘어뜨려 읽는 것이다. 예를 들어 ‘라디오’를 ‘레이디오’라고 하고, ‘노 프라블럼’(No problem)도 ‘노우 프로블레엠’이라고 한다.
(암호등으로 "게로게로링쪼"이란 말을 유난히 잘쓴다) 또 영어로 기다려라는 뜻의 Wait를 세 번 연속해서 쓰기도 한다.(ex: Wait. Wait. Wait.)

### 개인 관계
- 히나타 후유키

그 무엇과도 바꿀수 없는 절친한 파트너이자 은인. 그가 엄마 아키에게 호소를 하던 중 '좋은 친구'라는 말에 자극을 받아 침략자로만 대하던 인간을 친구라고 여기는 계기가 된다. 그래서 퍼렁별인들을 골탕먹이는 작전을 세울때도 후유키는 절대로 건드리지 않는다.
- 히나타 나츠미

툭하면 으르렁거리는 앙숙지간. 후유키와는 달리 그를 '바보개구리'라고 불렀고 케로로 또한 나츠미를 제압하기 위해 온갖 수단을 총동원하지만 그녀의 완력에 번번이 당하기만 한다. 하지만 때로는 화목하게 지낼때도 있고 전시상황(특히 극장판)에선 앙숙관계는 뒷전으로 미뤄둔다.
- 기로로

심심하면 침략 안하냐고 태클을 거는 귀찮은 부하, 게다가 이 태클이라는것도 말 몇마디 선에서 끝나는게 아니라 대장에게 총까지 겨누는것도 서슴지 않는지라 항상 싸움이 난다. 하지만 괜찮은 작전을 들고오면 군소리없이 따른다.
- 도로로

어린시절부터 함께한 소꿉친구. 하지만 의도치 않게 그에게 여러 가지 트라우마를 심었다.
- 쿠루루

음침한 성격을 꺼려하며 피하려 하지만, 케로로의 말도 안되는 침략 작전에도 군말 없이 온갖 물건을 만들어준다. 케로로의 질 나쁜 부탁마저 들어주다보니 악동으로 통하게 된다.
- 타마마

귀여운 후임병. 하지만 타마마가 케로로를 이성적으로 사모하는 탓에 가끔은 위협을 느끼고 피할 때가 있다.
- 앙골 모아

케론별과 앙골족이 동맹관계여서 모아가 꼬마였을때부터 놀아주었다. 게다가 지금도 케로로 소대의 허드렛일을 도맡아 하는지라 그를 '아저씨'라 부르며 사모한다.

### 필살기

#### 킹킹케론파
- 지구 습도의 3배 정도 되면 각성한 케로로가 쓸 수 있는 기술. 손에서 분홍색 공 모양의 에너지볼을 발사한다. 하지만 케로로가 말하기를 그건 그냥 우연이었다고 한다. 하지만 진짜 정말 장난아니게 강하다. 아마 케론별에선 늘 그랬을듯...

(그래서 대장직분도 얻었겠지..)
참고로 각성상태가 되어 킹킹케론파를 쏠땐 말투가 미묘하게 바뀜.

#### 단고우자카 SA
- 케로로가 소대원과 함께 새로 만든 필살기. 폼, 환경, 이름, 강도 모든 면에서 소대원의 합격점을 받았으나 이름에 힌트를 넣는 바람에(SA=Service Area, 반대편에서 도로를 갈아타 맞은편 휴게소에 들어갈 수 있는 휴게소)제대로 써 보지도 못하고 나츠미한테 패배. 이후 바퀴벌레를 잡는 등 실생활에 유용하게 사용되고 있다. 발사할 때 눈에서 파란빛의 레이저가 상대방의 앞까지 날아가다가 바로 앞에서 꺾어 뒤로 돌아간다.

#### 초 대장 명령
- 케로로가 대장으로서 명령을 내려 상대를 주춤하게 하는 기술. 케론군 최고완전 절대권한이다.

#### 케로로 파이어
- 드래곤화된 케로로가 초고열의 화염을 내뿜는 기술.

## 케로로의 호칭 리스트
소대원을 부를 때는 경칭 생략 또는 계급을 붙여 부르고, 이 외의 인물은 '님' 을 붙여 부른다. 이 외에도 케로로의 호칭은 많다.
또한 ()안의 호칭은 생략되기도 한다. 덧붙여서 '빨간 오뚝이'의 사용 빈도는 낮지만 애니메이션에서는 기로로의 공식 닉네임이 되고 있다.
| 이름                     | 케로로를 부를 때 호칭         | 케로로가 부를 때 호칭                                           |
| ------------------------ | ----------------------------- | --------------------------------------------------------------- |
| 기로로                   | 케로로                        | 기로로(하사·너), 빨간 오뚝이, 빨강이, 빨간 도깨비               |
| 타마마                   | 중사님 (군소-상)              | 타마마(이등병·너)                                               |
| 쿠루루                   | 대장, 초록 몸뚱이             | 쿠루루 (상사·너), 노란 몸땡이, 노랑이, 카레 상사, 카레 왕자     |
| 도로로                   | 대장·케로로(트라우마 모드)    | 도로로(병장·너), 트라우마 상태에서는 제로로, 그 누구(잊었을 때) |
| 후유키(우주)             | 중사                          | 후유키님 (후유키-도노)(: 우주 도령)                             |
| 나츠미(한별)             | 바보 개구리                   | 나츠미님(: 한별이 아씨, 한별이 곗돈)                            |
| 아키(홍미나)             | 케로짱 (: 케로)               | 마마님(마마-도노)(: 마님)                                       |
| 아키(할머니)             | 케로쨩 (: 케로로)             | 제독님(: 장군님)                                                |
| 사부로(사빈)             | 중사                          | 사부로님(사부로-도노)(: 사빈 도령)                              |
| 모모카(나라)             | 케로 짱 (: 케로로), 케로로 씨 | 모모카님(모모카-도노)(: 나라 아씨)                              |
| 다크 모모카(어둠의 나라) | 바보 개구리, 너               | 모모카님(모모카-도노)(: 나라 아씨)                              |
| 모아                     | 아저씨                        | 모아 님, 모아 짱(: 모아야)                                      |
| 코유키(설화)             | 케로로 씨, 도로로의 친구      | 코유키 님(코유키-도노)(: 설화 아씨)                             |
| 폴                       | 케로로님                      | 폴 님(: 폴)                                                     |
| 556(코고로)              | 케로로                        | 556(코고로)                                                     |
| 라비                     | 케로로 씨                     | 라비님(: 라비야)                                                |
| 유령소녀(오미요)         | 케로로 씨                     | 유령 짱(: 유령 양)                                              |
| 가루루                   | 케로로 중사, 케로로 군        | 가루루 중위(님)                                                 |
| 푸루루                   | 케로로 군                     | 푸루루 간호장, 푸루루 쨩(: 푸루루)                              |
| 내레이션(해설)           | (케로로) 중사, 케로로 씨, K형 | 해설자 형님, 형씨, 어이, 이봐                                   |

## 같이 보기
- 기로로 하사
- 타마마 이등병
- 쿠루루 상사
- 도로로 병장
- 아리사 서전크로스